# Daniel Heinrich Hasentien
Daniel Heinrich Hasentien, auch Hasenthien, Daniel Hinrich Hasentien (* 14. August 1748 in Lübeck; † Anfang Juli 1789 ebenda) war ein deutscher Jurist und Freimaurer.

## Leben
Daniel Heinrich Hasentien war ein Sohn des gleichnamigen Weinhändlers und Provisors des St.-Annen-Klosters Daniel Hinrich Hasenthien († 1754) und seiner Frau Catharina Elisabeth, geb. Backh[a]usen. Nach dem frühen Tod des Vaters heiratete seine Mutter in zweiter Ehe den Juristen Hinrich Ernst Siemers (1715–1776). Er besuchte das Katharineum zu Lübeck, wo er als Schüler 1766 ein Glückwunschgedicht zur Hochzeit Friedrich Daniel Behns verfasste. Ab 1769 studierte er Rechtswissenschaften an der Universität Jena. 1774 wurde er hier unter Vorsitz von Karl Friedrich Walch zum Lizentiaten promoviert. Er war einer der Subskribenten der Erstausgabe von Friedrich Gottlieb Klopstocks aufgeklärter Utopie Die deutsche Gelehrtenrepublik (1774).
Nach seiner Rückkehr nach Lübeck praktizierte er als Rechtsconsulent (Rechtsanwalt).

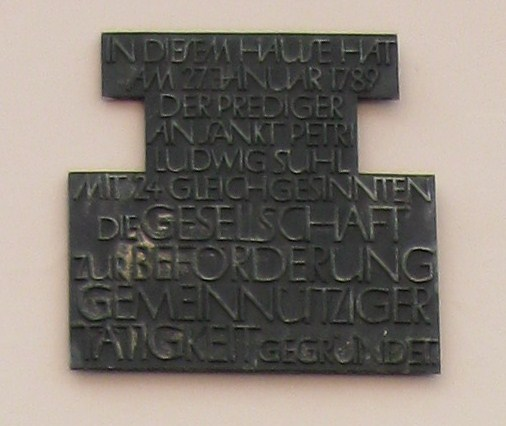
Erinnerungstafel an die Gründung der Gesellschaft zur Beförderung gemeinnütziger Tätigkeit in der Großen Petersgrube 27 in Lübeck

Hasentien gehörte der 1772 gegründeten Lübecker Freimaurerloge Zum Fruchthorn an, die er mit sieben anderen 1779 verließ, um die zweite Lübecker Loge Zur Weltkugel zu gründen. Sein Versuch, als Meister vom Stuhl der Weltkugel die beiden Logen während einer Vakanz wieder zu vereinen, blieb erfolglos. Anfang 1789 war er einer der 25 Gründer der Gesellschaft zur Beförderung gemeinnütziger Tätigkeit. Bald darauf starb er. Ludwig Suhl hielt ihm am 14. Juli 1789 eine Gedächtnisrede. An diesem Tag wurde er im Familiengrab in der Petrikirche beigesetzt.

## Werke
- De privilegio Medicorum creditorum in concursu. Jena 1774 (Digitalisat)
- De separatione a thoro et mensa. Jena 1774